# Nuoto ai campionati europei di nuoto 2014 - 100 metri dorso maschili
La gara dei 100 metri dorso maschili degli Europei 2014 si è svolta il 18-19 agosto. Le qualifiche per la semifinale si sono svolte la mattina del 18 agosto 2014, mentre la semifinale si è svolta la sera dello stesso giorno. La finale, invece, si è svolta la sera del 19 agosto 2014.

## Medaglie
| Posizione | Atleta               | Paese       |
| --------- | -------------------- | ----------- |
| Oro       | Chris Walker-Hebborn | Regno Unito |
| Argento   | Jérémy Stravius      | Francia     |
| Bronzo    | Jan-Philip Glania    | Germania    |

## Record
Prima della manifestazione il record del mondo (RM), il record europeo (EU) e il record dei campionati (RC) erano i seguenti.
| Record mondiale       | 51"94 | Aaron Peirsol Stati Uniti | 8 luglio 2009 Indianapolis, Stati Uniti |
| Record europeo        | 52"11 | Camille Lacourt Francia   | 10 agosto 2010 Budapest, Ungheria       |
| Record dei campionati | 52"11 | Camille Lacourt Francia   | 10 agosto 2010 Budapest, Ungheria       |

Durante la competizione non sono stati migliorati record.

## Risultati

### Batterie
| Pos. | Batteria | Corsia | Atleta                   | Nazionalità | Tempo   | Note |
| ---- | -------- | ------ | ------------------------ | ----------- | ------- | ---- |
| 1    | 5        | 4      | Chris Walker-Hebborn     | Regno Unito | 53"88   | Q    |
| 2    | 4        | 4      | Jérémy Stravius          | Francia     | 54"14   | Q    |
| 3    | 3        | 2      | Benjamin Stasiulis       | Francia     | 54"27   | Q    |
| 4    | 4        | 3      | Jan-Philip Glania        | Germania    | 54"47   | Q    |
| 5    | 4        | 5      | Christopher Ciccarese    | Italia      | 54"71   | Q    |
| 6    | 5        | 3      | Nikita Ulyanov           | Russia      | 54"85   | Q    |
| 7    | 5        | 2      | Luca Mencarini           | Italia      | 54"87   | Q    |
| 8    | 4        | 6      | Christian Diener         | Germania    | 54"94   | Q    |
| 9    | 5        | 6      | Juan Miguel Rando        | Spagna      | 54"99   | Q    |
| 10   | 3        | 6      | Lavrans Solli            | Norvegia    | 55"01   | Q    |
| 11   | 4        | 1      | Gábor Balog              | Ungheria    | 55"09   | Q    |
| 12   | 3        | 4      | Radosław Kawęcki         | Polonia     | 55"29   | Q    |
| 13   | 5        | 0      | Mattias Carlsson         | Svezia      | 55"43   | Q    |
| 14   | 5        | 8      | Péter Bernek             | Ungheria    | 55"46   | Q    |
| 15   | 3        | 5      | Niccolò Bonacchi         | Italia      | 55"49   |      |
| 16   | 5        | 5      | Bastiaan Lijesen         | Paesi Bassi | 55"50   | Q    |
| 17   | 4        | 2      | David Gamburg            | Israele     | 55"53   | Q    |
| 18   | 3        | 7      | Guy Barnea               | Israele     | 55"59   |      |
| 19   | 4        | 8      | Pavel Sankovič           | Bielorussia | 55"61   |      |
| 19   | 5        | 7      | Yakov Toumarkin          | Israele     | 55"61   |      |
| 21   | 3        | 3      | Andrey Shabasov          | Russia      | 55"63   |      |
| 22   | 5        | 1      | Danas Rapšys             | Lituania    | 55"84   |      |
| 23   | 3        | 8      | Viktar Staselovich       | Bielorussia | 55"86   |      |
| 24   | 3        | 0      | Pedro Oliveira           | Portogallo  | 55"93   |      |
| 25   | 4        | 0      | Nicolas Graesser         | Germania    | 56"04   |      |
| 25   | 4        | 7      | Jonatan Kopelev          | Israele     | 56"04   |      |
| 27   | 3        | 1      | Eric Ress                | Francia     | 56"23   |      |
| 28   | 5        | 9      | Martin Baďura            | Rep. Ceca   | 56"44   |      |
| 29   | 3        | 9      | Petar Petrović           | Serbia      | 56"74   |      |
| 30   | 4        | 9      | Axel Pettersson          | Svezia      | 56"87   |      |
| 31   | 1        | 5      | Marko Krce-Rabar         | Croazia     | 56"96   |      |
| 31   | 2        | 2      | Doruk Tekin              | Turchia     | 56"96   |      |
| 33   | 2        | 4      | Gytis Stankevičius       | Lituania    | 57"02   |      |
| 34   | 2        | 3      | Martin Zhelev            | Bulgaria    | 57"11   |      |
| 35   | 2        | 8      | Boris Kirillov           | Azerbaigian | 57"23   |      |
| 36   | 2        | 9      | Antons Voitovs           | Lettonia    | 57"32   |      |
| 37   | 2        | 1      | Sergiy Varvaruk          | Ucraina     | 57"33   |      |
| 38   | 2        | 6      | Teo Kolonić              | Croazia     | 57"38   |      |
| 39   | 2        | 7      | Jean-François Schneiders | Lussemburgo | 57"50   |      |
| 40   | 2        | 0      | Roman Dmytriyev          | Rep. Ceca   | 57"60   |      |
| 41   | 1        | 4      | Elijah Stolz             | Svizzera    | 57"71   |      |
| 42   | 1        | 3      | Aram Kostanyan           | Armenia     | 1:03"11 |      |
| —    | 2        | 5      | Baslakov İskender        | Turchia     |         | DNS  |

### Semifinali

#### Semifinali 1
| Pos. | Corsia | Atleta            | Nazionalità | Tempo | Note |
| ---- | ------ | ----------------- | ----------- | ----- | ---- |
| 1    | 4      | Jérémy Stravius   | Francia     | 53"93 | Q    |
| 2    | 5      | Jan-Philip Glania | Germania    | 54"09 | Q    |
| 3    | 6      | Christian Diener  | Germania    | 54"24 | Q    |
| 4    | 8      | David Gamburg     | Israele     | 54"76 | Q    |
| 5    | 7      | Radosław Kawęcki  | Polonia     | 54"92 |      |
| 6    | 1      | Péter Bernek      | Ungheria    | 54"93 |      |
| 7    | 3      | Nikita Ulyanov    | Russia      | 55"02 |      |
| 8    | 2      | Lavrans Solli     | Norvegia    | 55"06 |      |

#### Semifinali 2
| Pos. | Corsia | Atleta                | Nazionalità | Tempo | Note |
| ---- | ------ | --------------------- | ----------- | ----- | ---- |
| 1    | 4      | Chris Walker-Hebborn  | Regno Unito | 53"62 | Q    |
| 2    | 5      | Benjamin Stasiulis    | Francia     | 54"17 | Q    |
| 3    | 6      | Luca Mencarini        | Italia      | 54"76 | Q    |
| 4    | 2      | Juan Miguel Rando     | Spagna      | 54"80 | Q    |
| 5    | 1      | Mattias Carlsson      | Svezia      | 54"85 |      |
| 6    | 7      | Gábor Balog           | Ungheria    | 54"95 |      |
| 7    | 3      | Christopher Ciccarese | Italia      | 54"96 |      |
| 8    | 8      | Bastiaan Lijesen      | Paesi Bassi | 55"37 |      |

### Finale
| Pos. | Corsia | Atleta               | Nazionalità | Tempo | Note |
| ---- | ------ | -------------------- | ----------- | ----- | ---- |
|      | 4      | Chris Walker-Hebborn | Regno Unito | 53"32 |      |
|      | 5      | Jérémy Stravius      | Francia     | 53"64 |      |
|      | 3      | Jan-Philip Glania    | Germania    | 54"15 |      |
| 4    | 2      | Christian Diener     | Germania    | 54"23 |      |
| 5    | 6      | Benjamin Stasiulis   | Francia     | 54"49 |      |
| 6    | 1      | Luca Mencarini       | Italia      | 54"57 |      |
| 7    | 8      | Juan Miguel Rando    | Spagna      | 54"82 |      |
| 8    | 7      | David Gaburg         | Israele     | 54"87 |      |